# 市中心央街
市中心央街是加拿大安大略省多倫多市中心的一個以央街為中心的零售及娛樂區。市中心央街地區南接列治文街（Richmond Street），北臨高富諾街（Grosvenor Street）及亞歷山大街（Alexander Street），西起卑街，東至教堂街、維多利亞街（Victoria Street）及邦德街（Bond Street）的部分地區。這些範圍內的所有業主及商業租戶都是成立於2001年的市中心央街商業促進會的成員。

## 景點
央街市中心地區以其商場多倫多伊頓中心聞名，伊頓中心是多倫多最大、訪客量最多的購物中心。伊頓中心所處的央街夾登打士街路口對面是登打士廣場。該地區以購物而聞名，包括音樂零售商、中等價位的時裝店及珠寶店。

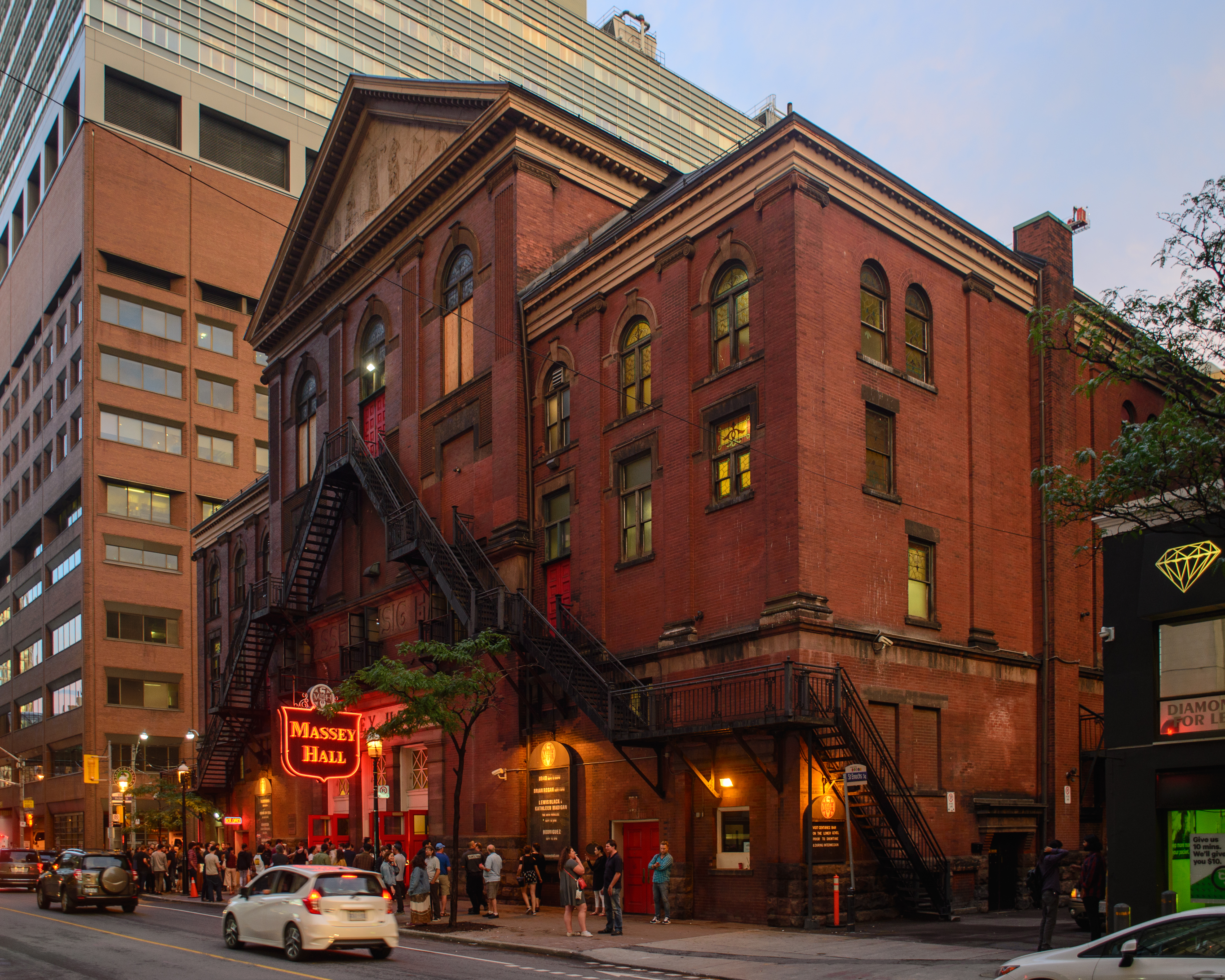
劇院Massey Hall於1894年開業，是市中心央街地區的主要景點

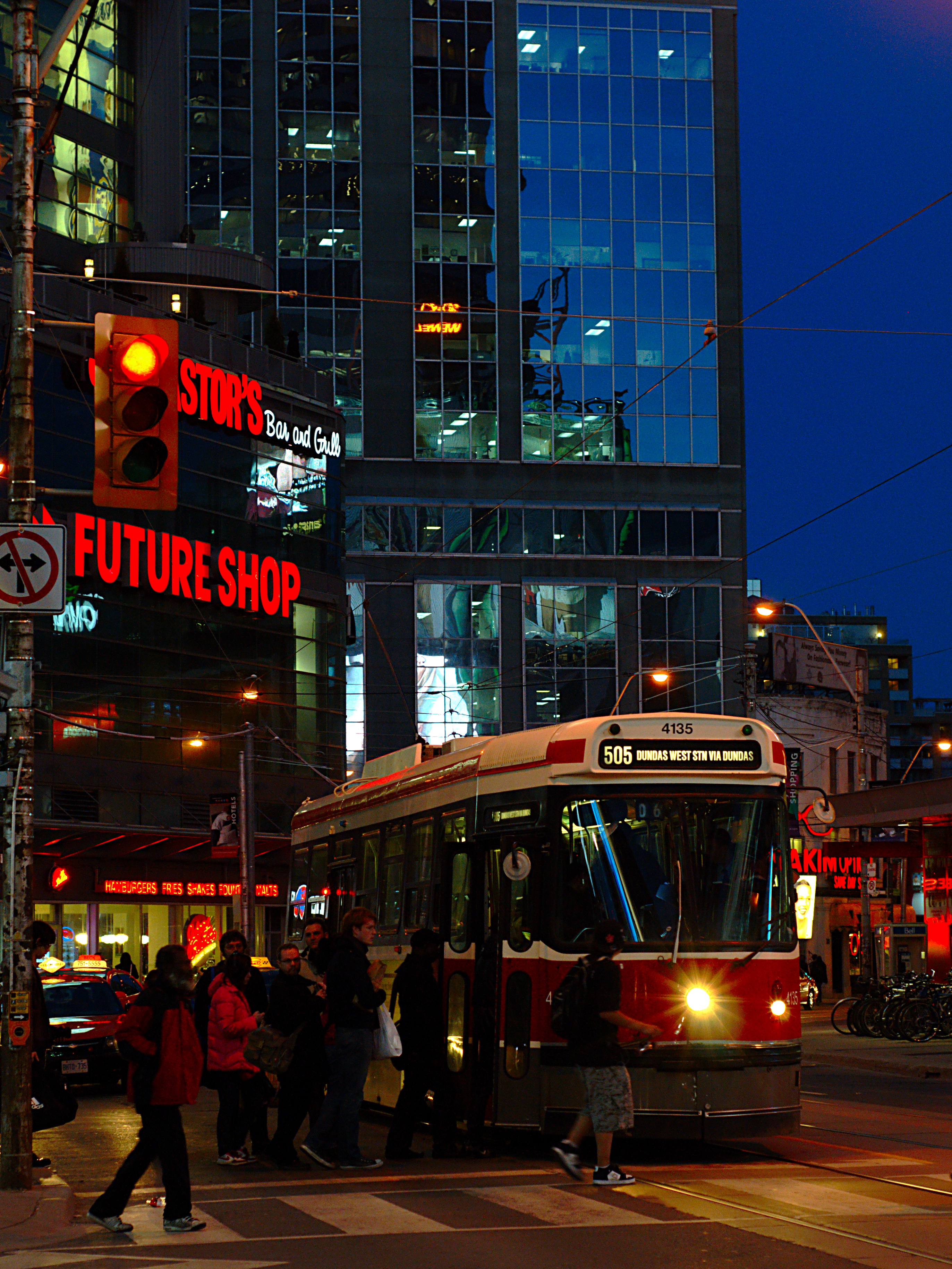
乘客於市中心央街登上有軌電車505號登打士線

## 運輸
該地區由多倫多地鐵的皇后站、登打士站及書院站以及央街巴士及501號皇后、505號登打士及506卡爾頓有軌電車線提供服務。

## 外部連結

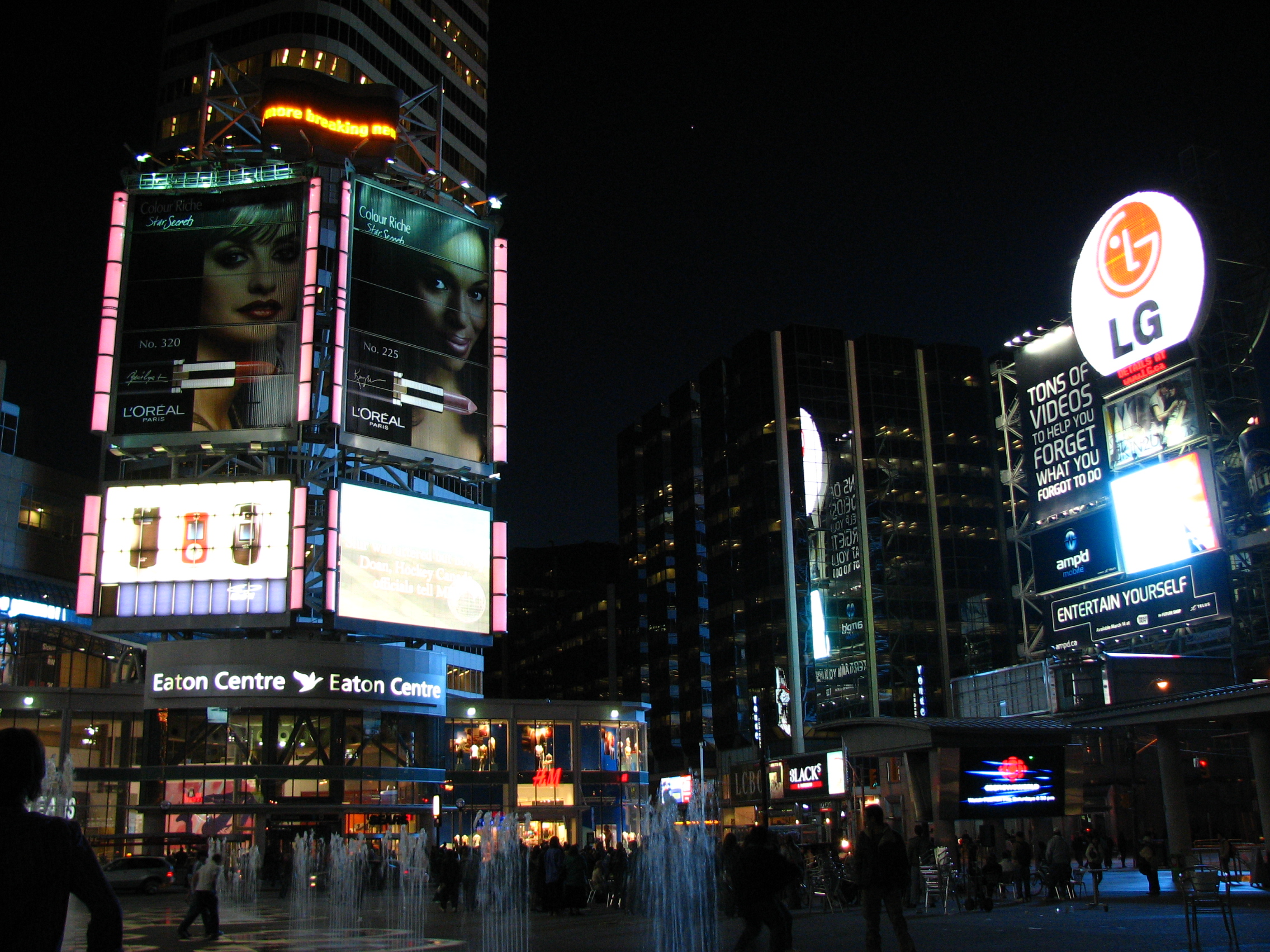
夜晚於登打士廣場西望多倫多伊頓中心

- Downtown Yonge Business Improvement Area （页面存档备份，存于）
- Toronto Association of Business Improvement Areas （页面存档备份，存于）

43°39′20.5″N 79°22′50.3″W / 43.655694°N 79.380639°W